# 宮崎ゴールデンゴールズ
宮崎ゴールデンゴールズ（みやざきゴールデンゴールズ、英語表記：MIYAZAKI GOLDEN GOLDS）は、宮崎県宮崎市に本拠地を置き、日本野球連盟に加盟している社会人野球のクラブチームである。略称は宮崎GG。
2019年より活動休止中。

## 概要
茨城ゴールデンゴールズが2005年6月に宮崎県日向市で練習試合を行った際、同チームの萩本欽一監督が「宮崎にも姉妹チームを作りたい」という構想を明かしたこときっかけとなり結成される。茨城ゴールデンゴールズの姉妹チームとして結成されてはいるが、独立採算のNPOであり、萩本欽一は所謂チームオーナーではない（出資や金銭的援助等も行っていない）。2006年2月23日付けで、日本野球連盟に登録された。宮崎県ではこれまで社会人野球はクラブチーム、実業団（企業）チームともになかったため、史上初の社会人野球チームの誕生となった。
チームの初代監督には、広島東洋カープの選手として活躍した片岡光宏が就任。萩本も総監督のポストでチームに携わっている。
2007年11月、チームキャプテンを務めてきた菊池正敏が選手兼二代目監督に就任、片岡はゼネラルマネージャーとしてチーム運営に当たることとなった。
2008年、他の4つのクラブチームとともにニッポン!九州リーグを結成した。2009年にリーグの再編に伴い、南九州リーグのメンバーとなっている。
2019年、1月31日付けでの活動休止が発表された。

## 沿革
- 2005年 - 創部
- 2006年 - 日本野球連盟に登録
- 2019年 - 1月31日付けで休部

## 主要大会の出場歴・最高成績
- ナショナルクラブベースボールシリーズ - 出場1回、準優勝1回（2006年）

## 元プロ野球選手の競技者登録
- 片岡光宏（元：広島東洋カープ、中日ドラゴンズ、横浜大洋ホエールズ） - 監督→ゼネラルマネージャー
- 本村信吾（元：中日ドラゴンズ、広島東洋カープ、福岡ダイエーホークス） - コーチ（2006年 - 2013年）→宮崎梅田学園コーチ
- 若林隆信（元：中日ドラゴンズ、広島東洋カープ） - コーチ兼任外野手→退部